# 髮圈

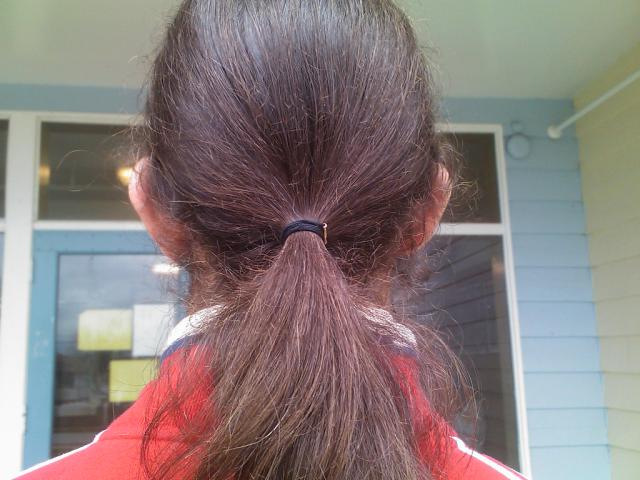
用髮圈綁住的長髮

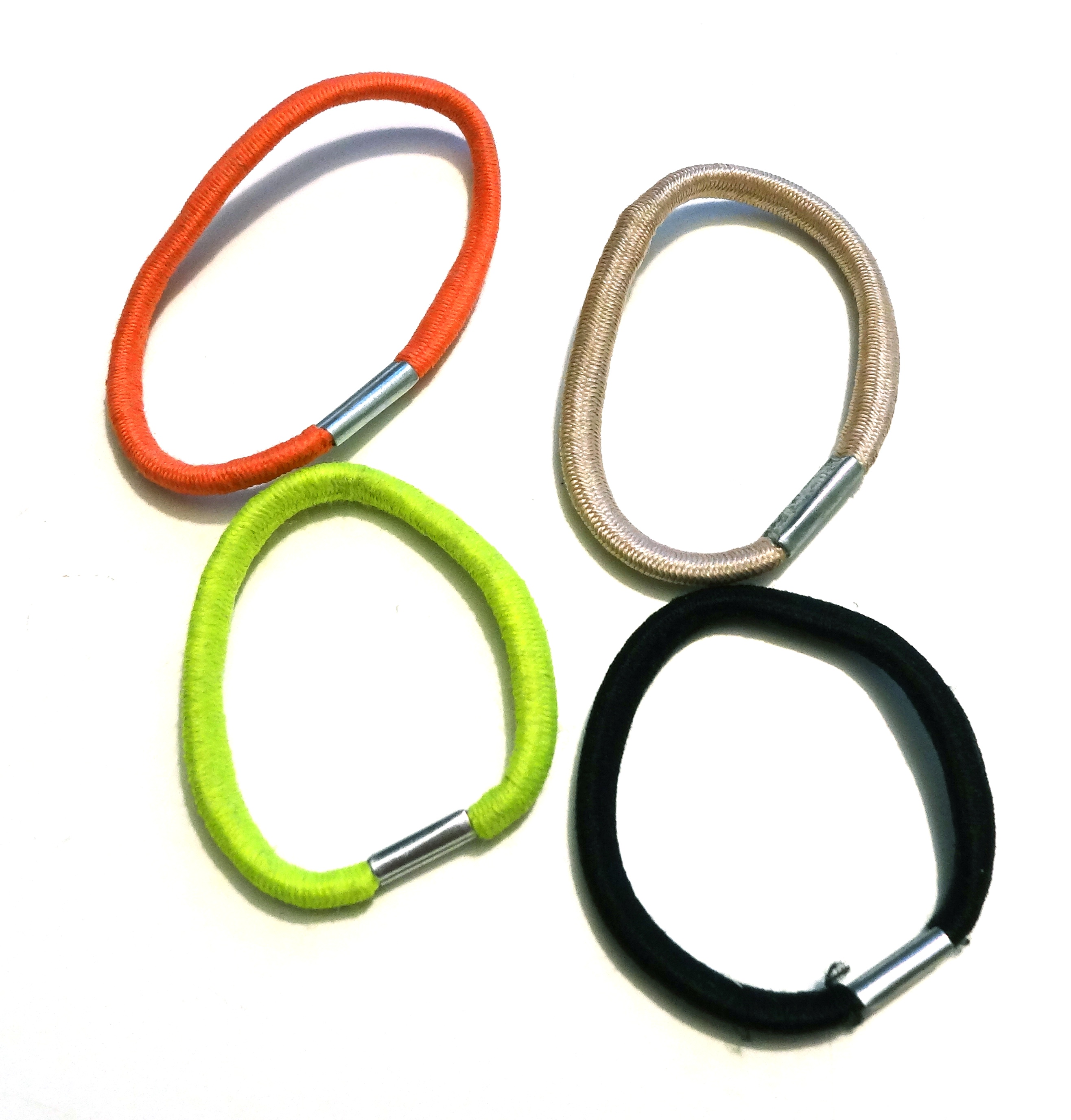
不同顏色的髮圈

髮圈是可以綁住頭髮（特別是长髮），使其整齊不會分散的物品。許多髮型會用到髮圈，例如綁馬尾時就要用髮圈固定梳到後面的頭髮，而像雙馬尾、辮子等髮型也需要用到髮圈。常見的髮圈是用橡膠或是細繩之類有彈性的材質，也有些髮圈在外面再加上布料包覆，稱為髮圈束。
髮圈的弹性及耐用性會因其材質而不同。

## 歷史
髮圈已有上千年的歷史。在18世紀的假髮會有一個用皮帶或小袋子組成的「尾巴」，用來固定並支撐假髮。
十九世紀初時，湯瑪斯·漢考克讓橡膠產業現代化，也使得橡膠可以用在服飾上，這也包括了早期的髮圈。現代的髮圈有不同的尺寸以及顏色，但橡膠髮圈有可能在綁頭髮時卡住頭髮，在移除髮圈時也可能會拔下一兩根頭髮。